# Schendyla aternana
Schendyla aternana är en mångfotingart som först beskrevs av Karl Wilhelm Verhoeff 1934.  Schendyla aternana ingår i släktet Schendyla och familjen småjordkrypare.
Artens utbredningsområde är Italien. Inga underarter finns listade i Catalogue of Life.